# Apanteles meriones
Apanteles meriones är en stekelart som beskrevs av Nixon 1965. Apanteles meriones ingår i släktet Apanteles och familjen bracksteklar. Inga underarter finns listade i Catalogue of Life.